# قاسماباد (مقاطعة غيلانغرب)
قاسماباد (بالفارسية: قاسماباد) هي قرية تقع في منطقة مركزية ريفية في إيران. يقدر عدد سكانها بـ 241 نسمة .